# Elecciones provinciales de Entre Ríos de 1987
Las elecciones generales de la provincia de Entre Ríos de 1987 se llevaron a cabo el domingo 6 de septiembre del mencionado año con el objetivo de elegir, en fórmula única, al Gobernador y al Vicegobernador; así como renovar los 28 escaños de la Cámara de Diputados; y los 16 senadores departamentales, componiendo los poderes ejecutivo y legislativo para el período 1991-1995. Fueron las terceras elecciones provinciales entrerrianas desde la recuperación de la democracia, así como las decimonovenas desde la instauración del sufragio secreto. Se realizaron al mismo tiempo que las elecciones legislativas de medio término a nivel nacional.
En el contexto de la crisis que atravesaba el gobierno nacional, liderado por Raúl Alfonsín, de la Unión Cívica Radical (UCR), el gobierno provincial de Sergio Montiel, del mismo partido, también se vio afectado por la debacle oficialista. El senador Ricardo Lafferriere se presentó como candidato del radicalismo luego de derrotar en una primaria interna a Luis Brasesco, el otro senador por Entre Ríos y precandidato apoyado por Montiel. El principal partido de la oposición, el Partido Justicialista (PJ), postuló la candidatura de Jorge Pedro Busti, intendente de Concordia y único peronista de peso en la provincia que había logrado un buen resultado electoral en los comicios de 1983. La candidatura peronista fue a su vez apoyada por algunos partidos izquierdistas menores, en una alianza denominada Frente Justicialista Entrerriano (FREJUE).
Al igual que en la mayoría de las elecciones provinciales que tuvieron lugar en todo el país, el justicialismo obtuvo la victoria, logrando Busti un 48.98% de los votos contra el 43.85% de Lafferriere. En tercer lugar se ubicó Gustavo Rivas, de la Unión del Centro Democrático (UCeDé) y apoyado por una alianza de partidos conservadores denominada "Alianza Popular de Centro". El cuarto lugar correspondió a Ricardo Humberto Irigoyen, del Partido Intransigente (PI), que obtuvo el 1.17%. Los demás candidatos no superaron el 1% de las preferencias. En el plano legislativo, el PJ tomó el control de ambas cámaras de la legislatura provincial con 15 de los 28 diputados, y 10 de los 16 senadores. La UCR obtuvo 12 bancas en la Cámara de Diputados y los 6 senadores restantes; mientras que la UCeDé superó las expectativas al lograr consagrar un diputado provincial. La participación fue del 85.09% del electorado registrado. Los cargos electos asumieron el 10 de diciembre.

## Reglas electorales
Las elecciones se realizaron bajo la constitución provincial de 1933. Bajo la misma se debían renovar en el ámbito provincial los siguientes cargos:
- Gobernador y Vicegobernador, elegidos directamente en fórmula única por todo el electorado de la provincia a simple pluralidad de sufragios.
- 28 diputados provinciales, elegidos bajo el sistema de representación proporcional por listas con una bonificación de mayoría, que establece 15 escaños asegurados para la lista más votada.
- 16 senadores provinciales, elegidos por mayoría simple bajo el sistema uninominal, contando un senador por cada uno de los dieciséis departamentos que componen la provincia.

## Resultados

### Gobernador y Vicegobernador
|  | 48,98 % |

|  | 43,85 % |

|  | 3,12 % |

|  | 1,17 % |

|  | 0,86 % |

|  | 0,81 % |

|  | 0,75 % |

|  | 0,46 % |

|  | 98,92 % |

|  | 0,68 % |

|  | 0,33 % |

|  | 100 % |

|  | 85,44 % |

### Cámara de Diputados
|  | 48,38 % |

|  | 42,91 % |

|  | 3,68 % |

|  | 1,56 % |

|  | 1,08 % |

|  | 0,94 % |

|  | 0,94 % |

|  | 0,54 % |

|  | 98,09 % |

|  | 0,68 % |

|  | 0,33 % |

|  | 0,90 % |

|  | 100 % |

|  | 85,44 % |

### Cámara de Senadores

#### Resultado general
|  | 44,06 % |

|  | 4,47 % |

|  | 48,53 % |

|  | 43,08 % |

|  | 3,66 % |

|  | 1,46 % |

|  | 1,03 % |

|  | 0,89 % |

|  | 0,85 % |

|  | 0,51 % |

|  | 98,14 % |

|  | 0,68 % |

|  | 0,33 % |

|  | 0,86 % |

|  | 100 % |

|  | 85,44 % |

#### Resultados por departamentos
|  | 48,98 % |

|  | 45,65 % |

|  | 2,69 % |

|  | 1,28 % |

|  | 0,62 % |

|  | 0,49 % |

|  | 0,30 % |

|  | 57,02 % |

|  | 35,59 % |

|  | 5,47 % |

|  | 0,79 % |

|  | 0,48 % |

|  | 0,34 % |

|  | 0,32 % |

|  | 48,15 % |

|  | 46,94 % |

|  | 1,76 % |

|  | 1,17 % |

|  | 0,92 % |

|  | 0,90 % |

|  | 0,17 % |

|  | 52,32 % |

|  | 42,53 % |

|  | 2,66 % |

|  | 1,42 % |

|  | 1,07 % |

|  | 48,01 % |

|  | 47,96 % |

|  | 2,33 % |

|  | 0,43 % |

|  | 0,38 % |

|  | 0,33 % |

|  | 0,33 % |

|  | 0,24 % |

|  | 50,22 % |

|  | 44,47 % |

|  | 4,90 % |

|  | 0,21 % |

|  | 0,16 % |

|  | 0,04 % |

|  | 44,64 % |

|  | 43,82 % |

|  | 5,41 % |

|  | 2,57 % |

|  | 1,91 % |

|  | 0,68 % |

|  | 0,64 % |

|  | 0,33 % |

|  | 49,81 % |

|  | 35,83 % |

|  | 6,42 % |

|  | 6,24 % |

|  | 0,83 % |

|  | 0,49 % |

|  | 0,38 % |

|  | 43,95 % |

|  | 43,00 % |

|  | 9,74 % |

|  | 1,99 % |

|  | 0,54 % |

|  | 0,34 % |

|  | 0,27 % |

|  | 0,18 % |

|  | 51,53 % |

|  | 42,05 % |

|  | 3,38 % |

|  | 2,06 % |

|  | 0,36 % |

|  | 0,24 % |

|  | 0,23 % |

|  | 0,15 % |

|  | 47,29 % |

|  | 45,28 % |

|  | 4,10 % |

|  | 1,94 % |

|  | 0,51 % |

|  | 0,47 % |

|  | 0,21 % |

|  | 0,20 % |

|  | 51,53 % |

|  | 42,05 % |

|  | 1,93 % |

|  | 1,77 % |

|  | 1,28 % |

|  | 0,99 % |

|  | 0,89 % |

|  | 0,68 % |

|  | 48,40 % |

|  | 46,68 % |

|  | 2,45 % |

|  | 0,82 % |

|  | 0,66 % |

|  | 0,51 % |

|  | 0,30 % |

|  | 0,17 % |

|  | 51,56 % |

|  | 41,01 % |

|  | 2,50 % |

|  | 1,53 % |

|  | 1,22 % |

|  | 1,11 % |

|  | 0,65 % |

|  | 0,42 % |

|  | 41,75 % |

|  | 39,44 % |

|  | 12,58 % |

|  | 3,86 % |

|  | 0,99 % |

|  | 0,77 % |

|  | 0,44 % |

|  | 0,17 % |

|  | 49,16 % |

|  | 45,33 % |

|  | 4,27 % |

|  | 0,87 % |

|  | 0,38 % |